# WTA-toernooi van Nagoya
Het WTA-toernooi van Nagoya was een eenmalig tennistoernooi voor vrouwen dat van 11 tot en met 17 september 1995 plaatsvond in de Japanse stad Nagoya. De officiële naam van het toernooi was TVA Cup Ladies Open.
De WTA organiseerde het toernooi, dat in de categorie "Tier IV" viel en werd gespeeld op overdekte tapijtbanen.
Er werd door 32 deelneemsters gestreden om de titel in het enkelspel, en door 16 paren om de dubbelspeltitel. Aan het kwalificatietoernooi voor het enkelspel namen 32 speelsters deel, met vier plaatsen in het hoofdtoernooi te vergeven.

## Finales

### Enkelspel
| datum†     | winnares   | tegenstandster  | score    |
| ---------- | ---------- | --------------- | -------- |
| 1995-09-11 | Linda Wild | Sandra Kleinová | 6-4, 6-2 |

† De datum komt overeen met de eerste toernooidag.

### Dubbelspel
| jaar | winnaressen                      | tegenstandsters           | score    |
| ---- | -------------------------------- | ------------------------- | -------- |
| 1995 | Kerry-Anne Guse Kristine Radford | Rika Hiraki Park Sung-hee | 6-4, 6-4 |

## Geschiedenis
Eerder werd, in 1980, het Borden Classic-toernooi (eenmalig) in Nagoya gehouden.

## Bron
- (en)  Toernooischema WTA

ITF-toernooien (mannen en vrouwen)

ATP-toernooien (mannen) – ATP-seizoen 2025

WTA-toernooien (vrouwen) – WTA-seizoen 2025

Voormalige toernooien mannen
Voormalige toernooien vrouwen
Voormalige amateurtoernooien